# فارنتس هاوزن
فارنتس هاوزن (به آلمانی: Fahrenzhausen) یک شهر در آلمان است که در بایرن واقع شده‌است.

## خصوصیات
فارنتس هاوزن ۳۷٫۶۴ کیلومترمربع مساحت دارد ۴۶۵ متر بالاتر از سطح دریا واقع شده‌است.